# ۲سی ۵۴۰
۲سی ۵۴۰ (به انگلیسی: 2si 540) یک موتور هواپیما محصول کارخانهٔ ۲سی در کشور ایالات متحده آمریکا است . 